# Kalmar Megyei Múzeum
A Kalmar Megyei Múzeum (Kalmar läns museum) a svédországi Kalmar városában mutatja be a környék kultúrtörténetét, annak tárgyi emlékeit. Az alapítványi szervezetben működő intézmény Svédország második legnagyobb megyei múzeuma. Látogatóinak száma 2016-ban meghaladta a 150 000 főt.

## Története
A múzeum kezdetei az 1871-ben létrejött helytörténeti egyesületre nyúlnak vissza. Az egyesület később a kalmari várba költözött és megkezdte gyűjteményeinek bemutatását. 1926-tól részesült állami támogatásban. Hosszú időn keresztül 5 alkalmazottal működött és a látogatók száma évi 30 000 körül mozgott. Az intézmény az 1960-as évektől indult gyors fejlődésnek. 1981-ben stratégiai döntés született, amelynek értelmében a múzeum vette át a közelben, az 1676-os ölandi tengeri csatában elsüllyedt Kronan svéd vitorlás hadihajóval kapcsolatos víz alatti régészeti és muzeológiai feladatokat. 1984-ben megalakult a Jenny Nyström festőművész emlékét ápoló alapítvány. 1987-ben költözhetett a múzeum jelenlegi helyére, az egykori gőzmalom átalakított épületébe. 1995-ben a kalmari vár a Kalmar községi közigazgatás kezelésébe került. 2012-ben a múzeum új raktárat kapott a Volvo egykori helyi gyárépületében.

## Épülete
A múzeum a régi kalmari gőzmalom épületében helyezkedik el, de néhány kisebb külső helyszín is a kezelésében van. Ezt a malmot 1847-ben hozták létre, és a 19. és 20. század fordulójára már Skandinávia egyik legnagyobb gőzmalma lett. 1935-ben leégett, de újjáépítették, és egészen 1957-ig működött. A Kalmar községi közigazgatás 1981-ben vásárolta meg az egész épületegyüttest, amiben aztán több intézményt helyezett el, köztük a saroképületben a múzeumot.

## Állandó kiállításai
A kiállítás legnagyobb állandó kiállítása és fő vonzereje (a 2017-es helyzet szerint) a valaha épült legnagyobb svéd vitorlás hadihajó, a Kronan történetének és maradványainak, főleg bronzágyúinak, modelljeinek bemutatója. Ugyancsak jelentős teret kapott a város szülöttének, Jenny Nyströmnek a munkásságát bemutató kiállítás. A festőnő elsősorban a gyermekeknek szóló rajzaival, alkotásaival szerezte nagy népszerűségét, ezért egy külön térben a gyermek-látogatók számára biztosít a múzeum rajzolási, alkotási, játszási lehetőséget főleg a Jenny Nyström által újraalkotott és népszerűvé tett svéd télapó, a Jultomte (ejtsd: jültomte) témakörében. Fontos része emellett a megyei múzeumnak a környék, elsősorban a várossal szemközt fekvő Öland szigete történetének feldolgozása. A város másik fontos történelmi emlékének, a kalmari várnak az emlékeit természetesen az ottani színvonalas kiállítás dolgozza fel, amely így közvetlenül kiegészíti a megyei múzeum anyagát.

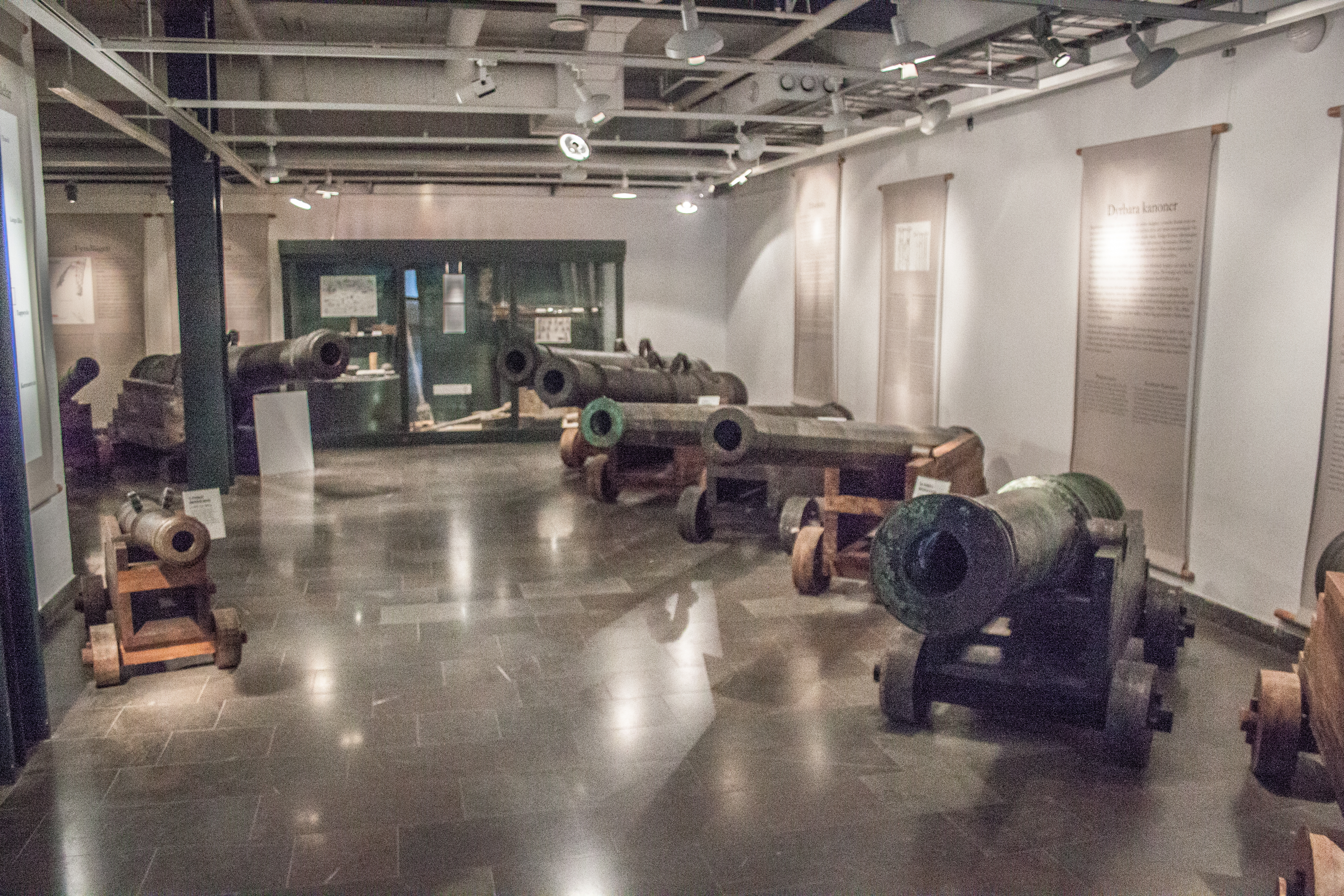
A Kronan ágyúinak egy része a múzeum földszintjén
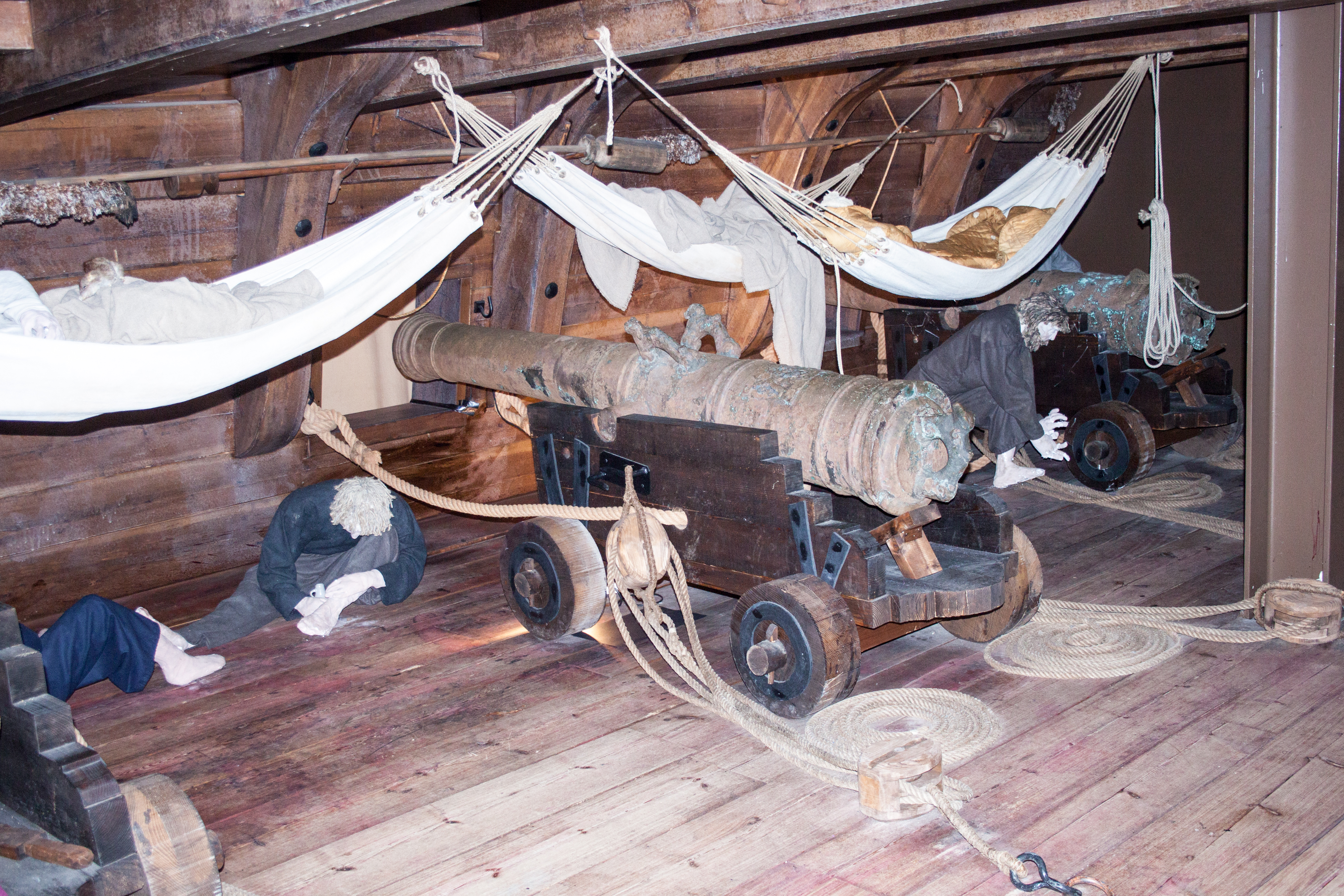
A Kronan néhány ágyúja életkép formájában elrendezve
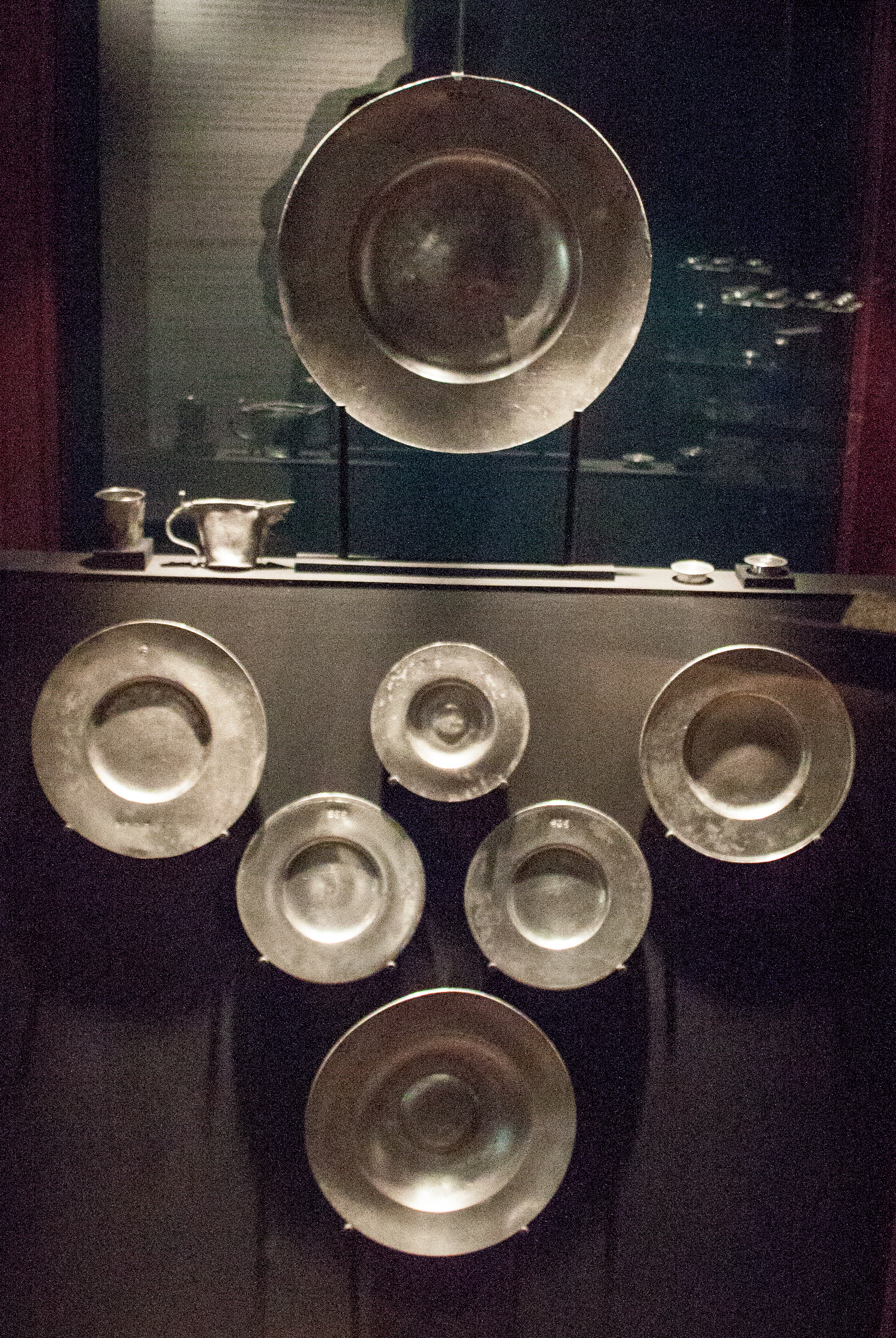
Ón étkészlet az elsüllyedt hadihajóról
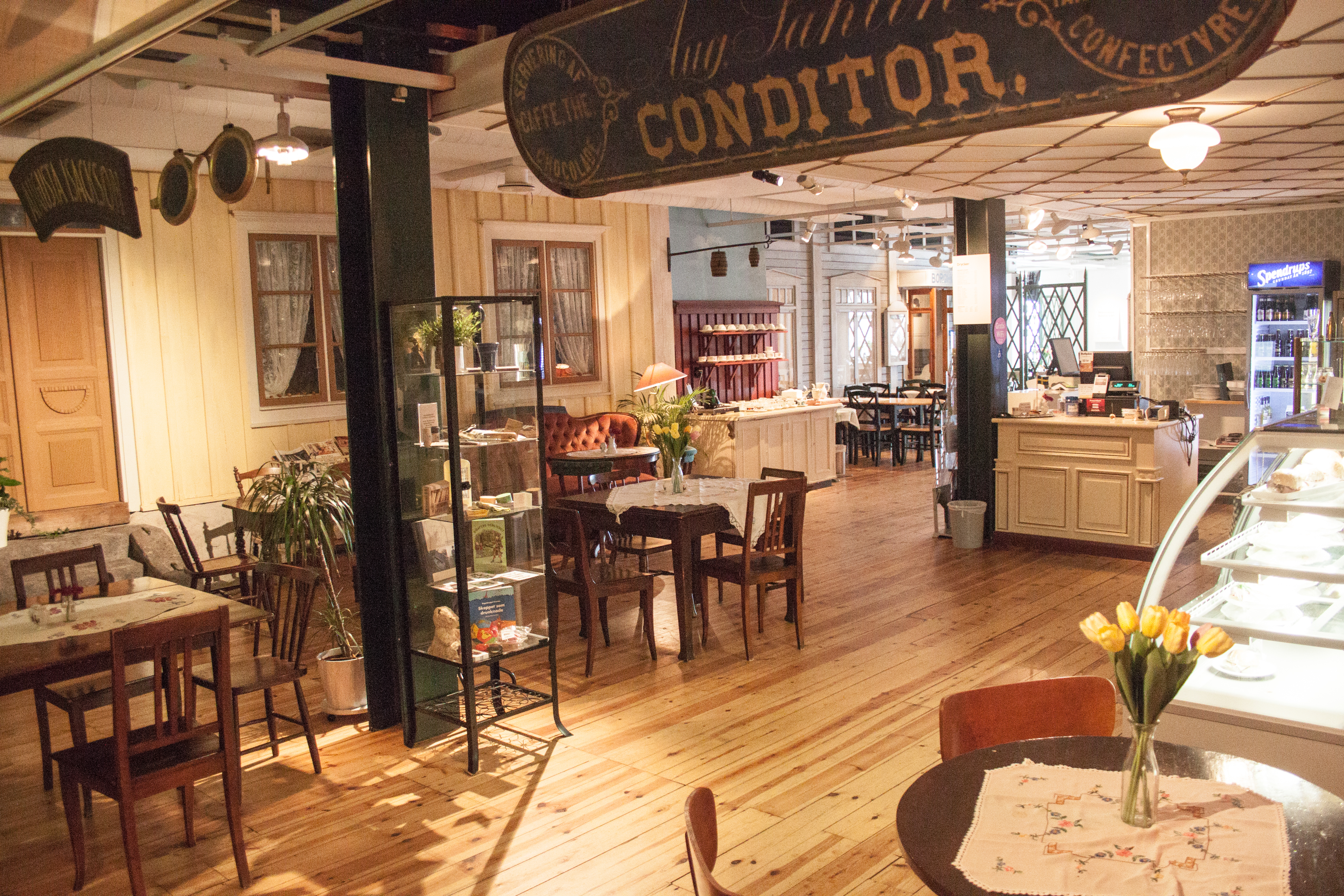
A múzeum büféje, egy régi cukrászda formájában

## Kutatómunka
A múzeum munkatársai rendszeres kutató tevékenységet is folytatnak. 2014 májusában a Linné Egyetem szakembereivel közösen régészeti kutatásokat végeztek a közeli Blå Jungfrun szigeten, ahol kőkorszaki lakóhelyeket és kultúrrétegeket tártak fel és azok korát i. e. 7000-re datálták.

## Fordítás
- Ez a szócikk részben vagy egészben a Kalmar läns museum című svéd Wikipédia-szócikk ezen változatának fordításán alapul.  Az eredeti cikk szerkesztőit annak laptörténete sorolja fel. Ez a jelzés csupán a megfogalmazás eredetét és a szerzői jogokat jelzi, nem szolgál a cikkben szereplő információk forrásmegjelöléseként.

## Kapcsolódó szócikk
- Kalmari Tengerészeti Múzeum